# Fels am Wagram
Fels am Wagram – gmina targowa w Austrii, w kraju związkowym Dolna Austria, w powiecie Tulln. Według Austriackiego Urzędu Statystycznego liczyła 2 141 mieszkańców (1 stycznia 2014).

## Współpraca
Miejscowość partnerska:
- Larochette, Luksemburg